# ハルマヘラ海
ハルマヘラ海（ハルマヘラかい、インドネシア語: Laut Halmahera, 英語: Halmahera Sea）は、太平洋西部にある海。ハルマヘラ島の南東、ニューギニア島の西にある。太平洋本体とセラム海を結ぶ海域であり、東西約180km、南北約150kmの広さを持つ。
島弧地帯の島嶼部に連なる地域にあるため、隣接するセラム海よりも水深は浅いが、それでも最深部は約2,000mほどある。

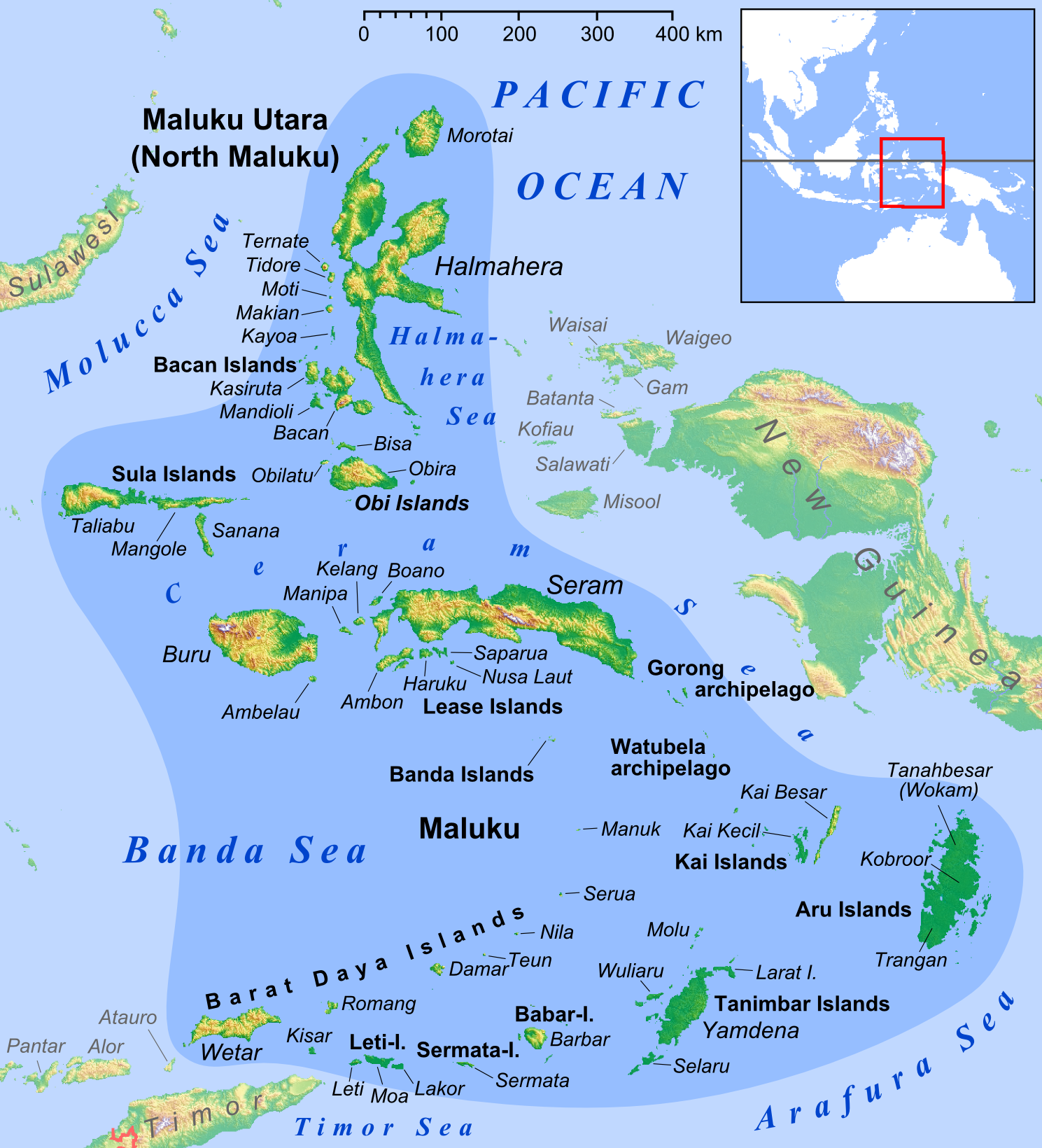
モルッカ諸島の北部海域に位置するハルマヘラ海